# Gare aux gaffes du gars gonflé
Gare aux gaffes du gars gonflé est l'album R3 dans les rééditions de la série Gaston. Cet album reprend le contenu des numéro 1 et 5 de la série originale. Il parait en 1973 aux éditions Dupuis.

## Les personnages
- Gaston Lagaffe
- Spirou
- Fantasio
- Léon Prunelle
- Mademoiselle Jeanne
- Ducran & Lapoigne
- Aimé De Mesmaeker
- Mademoiselle Sonia
- Mademoiselle Yvonne
- Yves Lebrac
- Gustave
- Joseph Longtarin
- Joseph Boulier
- Mademoiselle Suzanne
- Jef Van Schrijfboek
- Bertje Van Schrijfboek